# انتشارات ابوری
انتشارات اِبوری (انگلیسی: Ebury Publishing) یک بخش از پنگوئن رندوم هاوس است و ناشر کتاب‌های غیرداستانی عمومی در بریتانیا است. اِبوری در سال ۱۹۶۱ به‌عنوان یک بخش از نات مگز تاسیس شد و در ابتدا در خیابان اِبوری در لندن قرار داشت. در سال ۱۹۸۹ به سِنتری هاتچینسون فروخته شد. سِنتوری هاتچینسون توسط راندوم هاوس خریداری شد. راندوم هاوس با گروه پنگوئن ادغام شد و پنگوئن رندوم هاوس در سال ۲۰۱۳ تشکیل شد.
زیر چتر آن آثار بی‌بی‌سی بوکس، اِبوری پرِس، رایدر، تایم اوت، ویرجین بوکس، اِبوری اسپوت‌لایت و وِرمیلیون قرار دارد که هر کدام دارای هویت متمایز و حوزه‌های تخصصی انتشار هستند.